# Transport w Berlinie
Transport w Berlinie odgrywa bardzo ważną rolę. Berlin jako stolica i największe miasto Niemiec oraz trzecie pod względem wielkości miasto Europy jest ważnym węzłem transportowym, zarówno drogowym, kolejowym, jak i lotniczym.

## Transport drogowy
Berlin ma ponad 3,3 mln mieszkańców i powierzchnię 892 km². Otoczony jest zewnętrznym pierścieniem autostradowym Berliner Ring (Autostrada A10). Posiada również sieć wewnątrzmiejskich autostrad, w tym autostradę A100.

### Transport autobusowy

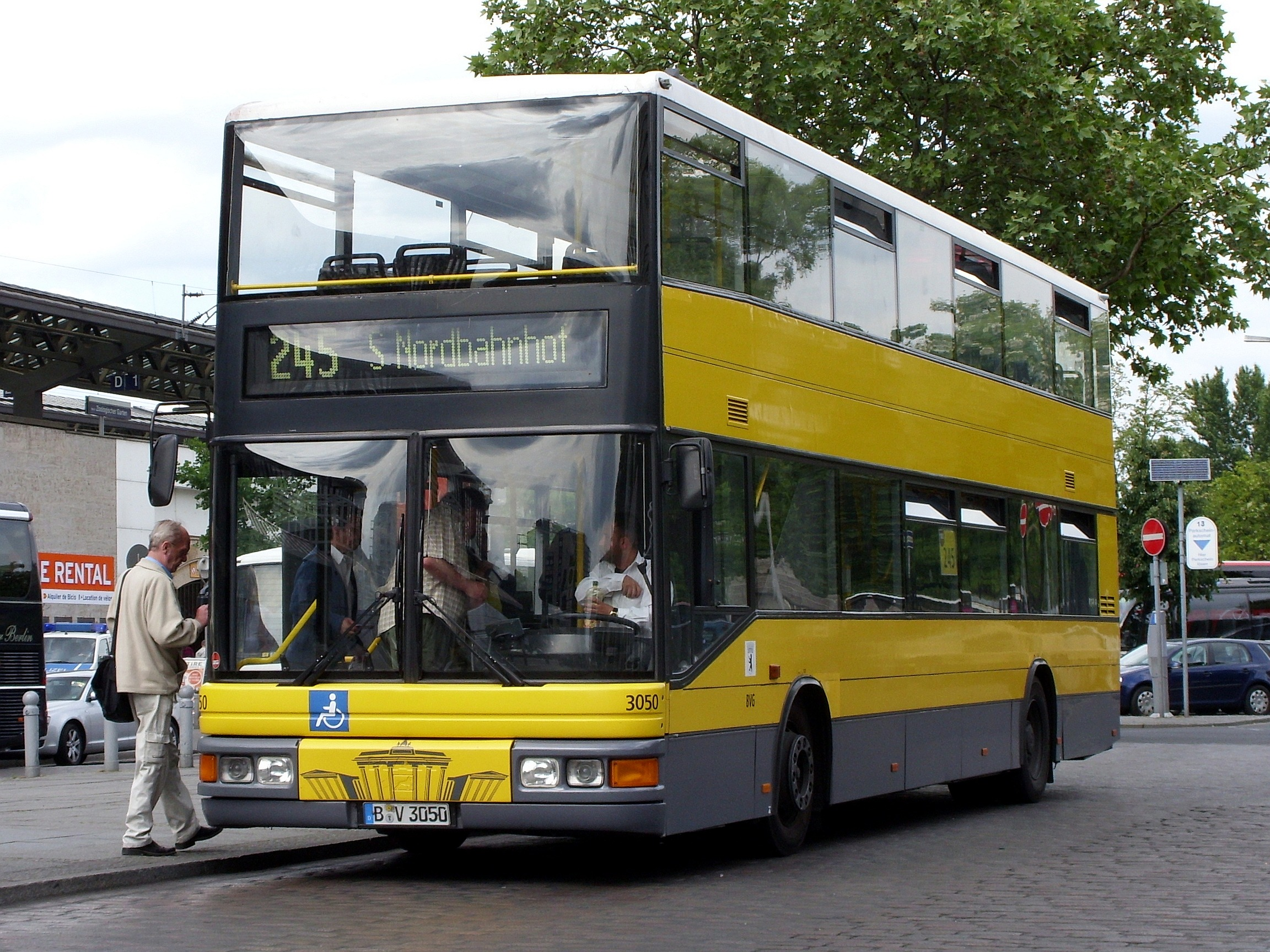
Autobus piętrowy marki MAN ND 202

Żółte autobusy komunikacji miejskiej BVG są charakterystycznym elementem wyglądu miasta. Przewożą rocznie ponad 350 000 000 pasażerów. W zależności od potrzeb linie autobusowe są sklasyfikowane w czterech kategoriach:
- Autobusy dzienne (Tagebuslinien) – według stanu na grudzień 2013 istnieje około 120 linii dziennych[1].
- MetroBus – na niektórych trasach kursują autobusy liniowe całodobowe zwane metrobusami, które są oznaczone literą M oraz dwiema cyframi. W ciągu dnia kursują przeciętnie w 10-minutowych odstępach. Według stanu na grudzień 2013 istnieje 17 linii[1].
- ExpressBus – autobusy te są oznaczone literą X i dwiema cyframi (wyjątek w oznaczeniu stanowi linia TXL). Są to linie ekspresowe, kursujące przeważnie na długich trasach. Na trasach uczęszczanych również przez inne linie zatrzymują się jedynie na wybranych przystankach. W zależności od linii i pory dnia kursują w odstępach od 5 do 20 minut. Według stanu na grudzień 2013 istnieje 13 linii ekspresowych[1].
- Linie nocne (Nachtlinien Bus) – według stanu na grudzień 2013 istnieje około 45 linii nocnych[1].

Ogólna liczba linii autobusowych w Berlinie wynosi ponad 190.

## Transport szynowy

### Transport kolejowy
W Berlinie istnieje obecnie 19 regionalnych linii kolejowych. Łączą Berlin z Brandenburgią i Meklemburgią-Pomorzem Przednim. Po zjednoczeniu Niemiec zapoczątkowano przekształcanie ruchu kolejowego w Berlinie. Według koncepcji Deutsche Bahn ruch pasażerski ma odbywać się po tzw. grzybie kolejowym (Bahnpilzkonzept). Nowy dworzec wieżowy Berlin Hauptbahnhof otwarto w 2006 roku.

#### S-Bahn

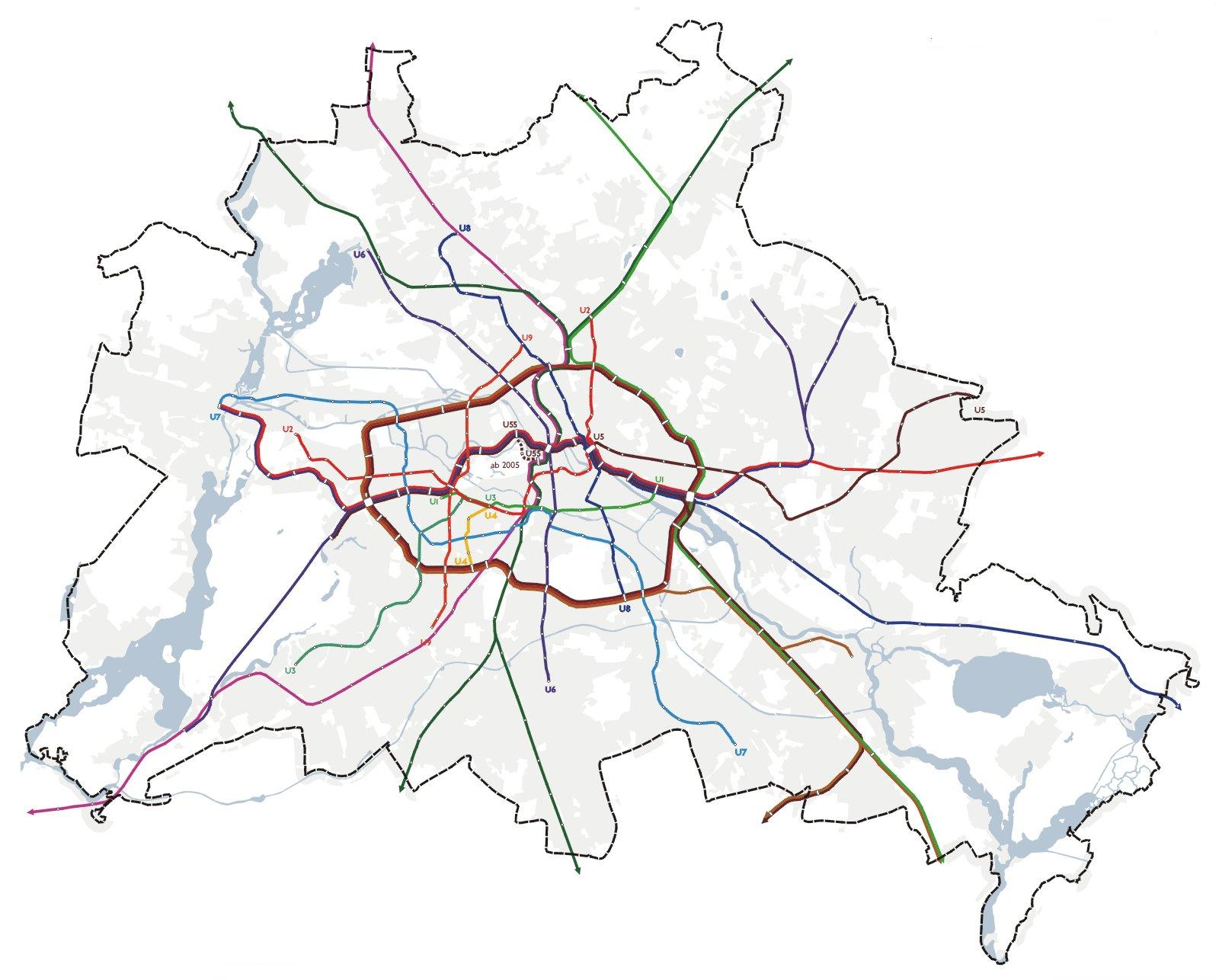
Linie S-Bahn oraz metra w Berlinie

System szybkiej kolei miejskiej S-Bahn powstał po elektryfikacji podmiejskich linii kolejowych po 1924 roku. Dziś berliński S-Bahn ma 15 linii z 166 stacjami w Berlinie i Brandenburgii. Najważniejsze linie z przebiegiem przez centrum (Stadtbahn) krzyżują się z liniami północ-południe na stacji Friedrichstraße. Pociągi kolei pierścieniowej Ringbahn objeżdżają centrum miasta w ciągu 60 minut. Wszystkie linie S-Bahn obsługiwane są przez S-Bahn Berlin GmbH, spółki córki Deutsche Bahn AG.

### Metro
Metro berlińskie ma 9 linii, o łącznej długości 146,3 km, z czego 80 procent znajduje się pod ziemią. Najdłuższa linia metra U7 ma aż 32 km. Metro berlińskie ma 173 stacje. W godzinach szczytu poszczególne linie jeżdżą w odstępie 4 do 5 minut, poza szczytem co 5 do 10 minut. Niektóre linie kursują nocą w weekend co 15 minut.

### Transport tramwajowy
Berliński system tramwajowy powstał w roku 1865 jeszcze jako tramwaj konny. W 1967 roku zlikwidowano sieć tramwajową w Berlinie Zachodnim, dlatego dziś kursują tramwaje głównie we wschodniej części miasta. W 2013 roku system tramwajowy miał 22 linie.

## Zbiorowy transport publiczny
Zbiorowy transport publiczny w Berlinie tworzy sieć złożona z metra (U-Bahn Berlin), szybkiej kolei miejskiej (S-Bahn Berlin), a uzupełniają go linie tramwajowe i autobusowe. System ten jest całkowicie zintegrowany zarówno pod względem rozkładu jazdy różnych przewoźników, jak również pod względem integracji taryfowo-biletowej. Ponadto cały system nadzorowany jest przez wspólne centrum, a kierowane przez związek komunikacyjny Verkehrsverbund Berlin-Brandenburg (VBB). Oprócz zarządzania transportem w Berlinie odpowiada też za transport na terenie Brandenburgii.
Autobusy, jak metro i tramwaje obsługiwane są przez Berliner Verkehrsbetriebe.

### System taryfowy
Transport miejski jest podzielony na 3 strefy taryfowe. Strefa A obejmuje centrum miasta. Jej zewnętrzną granicę wyznacza pierścień kolejowy S-Bahn Ring. Strefa B obejmuje pozostałą część Berlina. Strefa C to obszar do ok. 15 km. poza miastem, wchodzący w skład sieci komunikacji berlińskiej. Obejmuje m.in. takie miasta jak: Hennigsdorf, Bernau bei Berlin, Erkner, Teltow i Poczdam.
Bilety na wszystkie środki transportu publicznego można kupić zarówno w kasach, automatach biletowych (biletomatach), jak i u kierowców. Aby obniżyć koszty dystrybucji, wprowadza się też sprzedaż za pomocą telefonu i internetu. Wdraża się nawet specjalne promocje cenowe dla osób kupujących bilety mobilnie. W sprzedaży są bilety na kombinacje dwóch lub trzech stref (AB, BC, ABC) oraz bilety na krótką trasę (do trzech przystanków), tzw. Kurzstrecke.
Istnieje kilka rodzajów biletów. Bilety normalne są dla osób dorosłych, ulgowe dla dzieci do 15. roku życia. Dzieci do 6. roku życia jeżdżą bezpłatnie.